# 해리 콘
해리 콘(Harry Cohn, 1891년 7월 23일 ~ 1958년 2월 27일)은 미국의 영화 프로듀서로 컬럼비아 픽처스의 공동 창립자, 회장이자 제작 연출가였다.

## 생애와 경력
뉴욕에서 근로자 계급의 유대인 집안에게 태어났다. 그의 부친 조지프는 독일에서 온 재봉사였고, 모친 벨라는 러시아 제국에서 건너왔다. 한 동안 시내 전차의 지위자, 그러고나서 악보를 위한 가곡 선전인으로서 일한 후 그는 자신의 형 잭 코헨이 이미 고용된 유니버설 픽처스와 직업을 얻었다. 1919년 콘은 CBC 필름 세일스 코퍼레이션을 창립하는 데 자신의 형과 조 브란트에 가입하였다. 머리글자들은 "Cohn, Brandt and Cohn"을 공식적으로 상징하였으나 할리우드의 익살꾸러기들은 회사의 낮은 예산, 낮은 계급의 노력들을 주목하여 CBC를 "Corned Beef and Cabbage"로 별명을 지었다. 자신의 형이 뉴욕에서 회사의 재정을 관리한 동안 해리 콘은 할리우드에서 회사의 영화 제작을 관리하였다. 두 형제 사이의 관계는 항상 좋지 않았고, 파트너십이 스트레스 많은 것을 찾아낸 브란트는 회사가 컬럼비아 픽처스 코퍼레이션으로 다시 이름을 지은 당시 회장으로서 차지한 해리 콘에게 회사의 자신의 세번째를 결국적으로 팔았다.
컬럼비아사의 초기 업무의 대부분은 바위턱의 주도자 잭 홀트의 행동 운임이었다. 컬럼비아사는 1934년 프랭크 캐프라의 코미디 《어느 날 밤에 생긴 일》이 아카데미상들을 휩쓸 때까지 포버티 로우 스튜디오로서 그 낙인을 떨쳐낼 수 없었다. 전적으로 컬럼비아사의 제작에 손대려 하지 않은 출품인들은 꾸준한 고객들이 되었다. 제작과 배급 만을 통제한 수평적 통합의 회사로서 컬럼비아사는 극장 소유자들의 자비에 있었다. 컬럼비아사는 장편 영화, 단편 영화, 연속물, 여행담, 스포츠릴과 만화들을 경제적으로 만든 정규 프로그램을 영화 관객들에게 마련하는 데 그 범위를 확장시켰다. 컬럼비아사는 《잃어버린 지평선》, 《홀리데이》, 《스미스씨 워싱턴에 가다》, 《졸슨 이야기》, 《길다》 등의 몇몇의 "클래스" 제작품들을 발표하였으나 회사 용제를 지키는 데 그 인기있는 "예산" 제작품들에 의지하였다. 콘의 재직 동안 스튜디오는 이익을 돌렸다.
콘은 다른 스튜디오들처럼 영화 스타들의 안정을 쌓지 않았다. 대신 그는 사전 판매 고객을 끌어들이는 데 정통적으로 캐리 그랜트, 캐서린 헵번, 메이 웨스트, 험프리 보가트, 도로시 라무어, 미키 루니, 체스터 모리스, 워너 백스터 등의 더욱 값이 비싼 스튜디오들을 위하여 보통 일했던 배우들을 계약하였다. 진 아서, 리타 헤이워드, 줄리 비숍, 로이드 브리지스, 브루스 베넷, 조크 마호니 등의 컬럼비아사 소유의 스타들은 정통적으로 작은 부분의 배우와 특집 배우들의 계급들로부터 올라갔다. 컬럼비아사의 어떤 프로듀서와 감독들은 또한 배우, 각본가, 음악가과 보조 감독 같은 적은 포지션들로부터 졸업하였다.
콘은 자신의 독재와 협박의 관리 스타일로 알려졌다. 컬럼비아사의 회장으로서 자신이 차지할 때 그는 제작 원장으로도 남아있어 자신의 손에 악독한 권력을 집중하였다. 그는 아무 개인 속성들 위에 재능을 존중하였으나 그는 자신의 종업원들이 누가 보스였다는 것을 아는 것을 확실히 하였다. 작가 벤 헥트는 그를 "하얀 엄니"로 언급하였다. 컬럼비아사의 종업원들은 그를 "여태까지 알던 할리우드 만큼 절대 군주"로 불렀다. 그것은 "그는 전부의 음향 무대들에 청취 장치를 가졌고, 세트에 아무 대화에서 조화시킬 수 있었으며 그러고나서 그를 기쁘게 하지 않은 아무 것을 들으면 라우드 스피커 위에 붐을 일으켰다.:라고 말해졌다. 자신의 재직을 통하여 그의 가장 인기있는 별명은 "킹 콘"이었다.
《스리 스투지스》의 모 하워드는 콘이 "정말 지킬 박사와 하이드 씨 타입의 남자였다 ... 사회적으로 그는 매우 매력적일 수 있었다."고 상기하였다. 콘은 전부의 오후에 자신의 사무실에서 배우와 감독들에게 소리를 지르고 저주하고, 그리고 그 저녁에 만찬회에서 진심으로 그들에게 인사한 것으로 알려졌다. 거기에는 그의 스튜디오 통제를 늘였기 때문에 자신의 종업원들에 동기를 주는 데 혹은 단순하게 어느 한쪽에서 콘이 폭군으로서 자신의 평판을 고의적으로 길렀다는 어떤 제안이 있었다. 콘은 제2차 세계 대전의 시작까지 자신의 책상에 1933년 이탈리아에서 자신이 만난 베니토 무솔리니의 서명된 사진을 유지했다고 말해졌다. 컬럼비아사는 로얼 토머스에 의하여 이야기된 1933년 도큐멘터리 〈무솔리니가 말하다〉를 제작하였다. 콘은 또한 조직 범죄와 관계가 있었다. 그는 시카고의 폭력단원 존 로셀리와 오랜 세월의 우정을 가졌고, 뉴저지주의 폭도 보스 애브너 즈웰먼은 콘에게 그의 파트너 브란트를 사들이는 데 허용한 공채의 근원이었다. 콘의 대담하고 시끄럽고 협박적인 스타일은 할리우드의 전설이 되었고, 다양한 영화들에서 보고적으로 묘사되었다. 둘다 컬럼비아사의 작품들 《모두가 왕의 부하들》 (1949)과 《귀여운 빌리》 (1950)에서 브로더릭 크로퍼드가 맡은 인물들은 《대부》 (1972)에 나오는 영화 거물 잭 월츠로서 해리 콘에 근거되었다.
자신 소유의 방향에서 해리 콘은 일정한 전문적인 문제들에 관하여 감정적이었다. 그는 컬럼비아사의 분투적인 세월 동안 잭 홀트의 가치적인 공헌들을 기억하였고, 1941년까지 그를 계약 아래 간직하였다. 콘은 1934년 스리 스투지스를 기용하였고, 스투지 래리 파인에 의하면 "그는 우리가 그에게 행운을 가져왔는 줄 안다"고 한다. 콘은 스투지스를 1957년의 말기까지 자신의 종업원 명부에 간직하였다. 콘은 자신이 "그 싫은 B 급 영화"들이라고 말한 것을 좋아하였고 다른 스튜디오들이 포기한 후에 단편 영화와 연속극들과 더불어 계속 그것들을 만들었다.
전기작가 마이클 플레밍에 의하면 콘은 더욱 나가서 컬리 하워드의 건강 악화와 그의 결국적 퇴직과 초기 사망으로 공헌한 것 같은 소수의 뇌졸중의 일련을 겪은 후 계속 일하는 데 스투지스의 하워드를 강요하였다.

## 개인 생활
- 콘은 당시 할리우드에서 많은 프로듀서들에게 연결된 비슷한 이야기들이었어도 고용을 위한 교환에서 여성 스타들로부터 성행위를 기대하거나 적어도 요구하였다고 한다. 해리 콘의 리타 헤이워드와 관계는 악화로 괴로웠다. 헤이워드의 전기 〈만약 이것이 행복이었다면〉은 어떻게 그녀가 콘과 함께 잠을 자는 것을 거부하고, 어떻게 그를 화나게 만들었나를 묘사한다. 하지만 헤이워드가 그런 가치적인 재산이었기 때문에 그녀가 그를 위하여 돈을 만들었던 이유로 콘이 계약 아래 그녀를 간직한 것이었다. 그들이 함께 일했단 세월 동안 좋은 결과들을 낳은 그들의 서로 긴 업무 관계에 불구하고 다른이를 짜증나게 하는 데 각각 최선을 다하였다. 콘은 헤이워드의 후임자로서 메리 캐슬을 손질하고 싶었다. 조안 크로퍼드가 컬럼비아사와 3년 영화 계약을 맺은 후 콘의 접근에 복종되어 그녀는 "그것을 바지에 넣어요, 해리. 난 내일 조안과 소년들 (콘의 부인과 자식들)와 점심 식사를 해요"라고 말하면서 빠르게 그를 멈추었다.

- 조지프 맥브라이드에 의하면 진 아서가 콘이 전까지만 해도 여성 배우들을 공격했기 때문에 비지니스를 그만 두었다고 한다.

- BBC 도큐멘터리 〈새미 데이비스 주니어 - 중간의 아이〉에서 TV One의 〈Unsung Hollywood〉의 이름뿐인 스타의 에피소드와 더불어 그 흑인 남성과 킴 노백의 관계를 끝내는 순서에서 48 시간 안에 만약 그가 흑인 여성과 결혼하지 않았다면 그의 눈을 멀게 하거나 그의 다리를 부러뜨리면서 새미 데이비스 주니어를 위협하는 데 콘이 폭도들을 이용했다는 것이 공개되었다.

- 콘은 1923년부터 1941년까지 로즈 바커에게 결혼되었다가 이혼 후 7월 조안 페리와 재혼하여 1958년 자신의 사망까지 함께 하였다. 그의 조카딸은 필라델피아의 억만장자 출판 고관 월터 애넌버그의 부인 리오노어 콘 애넌버그였다. 그녀의 부친은 해리와 잭의 동생 맥스웰 콘이었다.

## 사망
콘은 스튜디오 시스템 시대의 마지막 할리우드 영화 거물이었으며 대릴 F. 재넉과 루이스 B. 메이어 같은 라이벌들의 사망 후 권력을 유지하였다. 1958년 2월 그는 만찬을 마친지 짧은 후에 애리조나주 피닉스에 있는 애리조나 빌트모어 호텔에서 갑작스런 심근 경색을 겪어 세인트 조지프 병원으로 가는 길에 앰뷸런스에서 사망하였다.
콘의 잘 참석된 장례식은 레드 스켈튼에게 유명한 명언의 주제였다. - "그것은 해리가 항상 말한 것을 증명한다 - 대중에게 그들이 원하는 것을 주고, 그들이 그것을 위하여 나올 것이다." 그는 할리우드 포에버 묘지에 안치되었다.